# Maria Giordano
Maria Giordano (* 23. Oktober 1981 in Backnang) ist eine italienische Frau und Kronzeugin gegen die ’Ndrangheta, der kalabrischen Mafia.

## Leben
Giordano wurde in Deutschland in einer italienischen Gastarbeiterfamilie aus der kleinen süditalienischen Hafenstadt Rossano geboren. Die Familien kehrte in ihre Heimatstadt zurück als Maria drei Jahre alt war.
Als  Giordano 12 war, kehrten sie nach Deutschland zurück. Da in der Familie ein archaisches Familienbild vorherrschte, wurde ein Schulbesuch der Töchter nicht vorgesehen. Ehre, Schande und Tradition sind die Rahmenbedingungen des Handels und Frauen werden ab 15 bereits verheiratet. Deutsch hatte sie nicht gelernt.
Giordano arbeitete deshalb in einem Imbiss und einer Fabrik. Sie und ihre Schwester wollen aus diesem Zwang ausbrechen und versuchen nach Italien zu fliehen, was im Bahnhof von Bologna scheiterte.
Während eines Urlaubs in Rossano lernte die 16-Jährige den 22-jährigen Pascale Rezo kennen und heiratete ihn schließlich, obwohl ein Familienrichter zweimal eine Heirat der Minderjährigen ablehnte, da Pascale keinen guten Leumund besaß und als Berufsverbrecher bekannt war.
Die Familie ging nach Deutschland, wo auch das erste Kind der Familie zur Welt kam. Rezo machte sie auch zur Mittäterin und sie wurde u.a als Drogenkurier eingesetzt. Innerhalb der Ehe ging es sehr gewalttätig zu, da der Ehemann keinen Widerspruch duldete. Giordano wurde mit dem Tode bedroht und misshandelt.
2007 entschloss sich  Giordano dieser Beziehung nach 17 Jahren Ehe zu entkommen. Sie verließ ihren Ehemann und befand sich von 2010 bis 2016 im Zeugenschutzprogramm der italienischen Polizei und wurde zur Pentita.
Giordano verließ das Zeugenschutzprogramm, da sie in Italien aufgespürt worden war und kehrte nach Deutschland zurück.
Sie sagte in mehreren Prozessen aus; insbesondere im Zuge der Operation Stop, bei der Razzien in Rossano durchgeführt wurden, ihre Aussagen führten zu Verurteilungen.
Auch der Ex-Ehemann lebt in Deutschland und hat ein behördliches Kontaktverbot.